# Парод
Парод (дав.-гр. πάροδος) — хорова пісня у давньогрецькому театрі (трагедії і комедії), що виконувалася хором під час виходу на сцену, при русі в орхестру. Слово «парод» також стосується до самого проходу (відкритого коридору), конструктивного елемента античного театру.
Визначаючи частини трагедії в «Поетиці», Арістотель виділяє три жанри хорової пісні (дав.-гр. χορικόν) — парод, стасім і коммос (дав.-гр. κομμός). Відповідно до Аристотеля, парод — це вступний хор, перший виступ хору, що відбувається відразу після Прологу. Пізніші грецькі словники й довідники (Суда, «Ономастикон» Поллукса, словник «Etymologicum magnum», Псевдо-Пселл) з варіантами відтворюють класичні визначення Аристотеля.
Парод і стасим були важливими елементами структури не тільки трагедії, але й комедії. Коаленівський трактат (який уважається коротким конспектом другої, втраченої частини Поетики) не містить термін «парод», але згадує про «вихід хору» (дав.-гр. εἴσοδος τοῦ χοροῦ) як про важливий вододіл у структурі комедії.
Драматургічне значення пароду полягало в тому, щоб дати слухачам перші відомості про подальшу фабулу й настроїти публіку в цілому на відповідний до оповідання лад. Найранніші трагедії (з тих, що дійшли до нас) не містять пародів. Парод, як припускається, був монодичним і виконувався хором в унісон. Оскільки повних нотних зразків пародів (втім, як і інших жанрів хорової театральної музики) не збереглося, говорити про більш часткові композиційно-технічні їхні особливості (наприклад, про музичну ритміку й гармонію) важко.